# The One Thing
Singles de INXS
Underneath the Colors
(1982) Don't Change
(1982)
Pistes de Shabooh Shoobah
To Look at You
The One Thing est une chanson du groupe de rock australien INXS, paru en single en juillet 1982, puis sur l'album Shabooh Shoobah, en octobre de la même année.
Sorti en février 1983 aux États-Unis, il est le premier single du groupe à se classer dans le Billboard Hot 100.

## Classement
| Chart (1982)                  | Position |
| ----------------------------- | -------- |
| Australian ARIA Singles Chart | 18       |
| U.S. Billboard Hot 100        | 34       |
| U.S. Billboard Top Tracks     | 5        |